# Antonio Telesca
Antonio Giovanni Telesca (Matera, 23 settembre 1894 – Monte San Michele, 6 agosto 1916) è stato un militare italiano, decorato di medaglia d'argento e di medaglia di bronzo al valor militare.

## Biografia
Nacque a Matera il 23 settembre 1894 all'interno di una famiglia benestante, figlio di Francesco Paolo e di Virginia Marin. A 17 anni si diplomò alla Regia scuola Tommaso Stigliani di Matera. Iniziò giovanissimo la carriera di insegnante a Lavello, poi a Santeramo in Colle, ed infine ottenne una cattedra nella natia Matera nel marzo 1915. Si iscrisse al corso di laurea in pedagogia presso l'Università di Napoli dove superò i primi esami a pieni voti.
Nel 1915 quando l'Italia dichiarò guerra all'Impero austro-ungarico, Telesca, allora ventenne, si arruolò nel Regio Esercito e fu promosso sottotenente di completamento, ottenendo, dopo numerose insistenze, di essere mandato sul fronte nel novembre di quello stesso anno. Fu destinato al 19º reggimento nella 3ª Armata dove ottenne il comando della 3ª compagnia.
Si dimostrò subito un Ufficiale eccellente facendosi stimare dai suoi colleghi e dai suoi sottoposti. Nel dicembre 1915 incontrando il fratello, sottotenente d'artiglieria, presso Sella di San Martino del Carso, gli disse: 
 La sua frase fu accompagnata dal plauso unanime dei suoi soldati.
Si distinse durante un combattimento a San Martino del Carso il 14 maggio del 1916 dove, guidando la sua compagnia in battaglia, fu ferito alla testa da 3 schegge di una granata. Trasportato dai suoi al posto di medicazione, anche se ferito, non vi rimase a lungo. Prese il comando di un reparto e tornò in prima linea per riaffrontare l'offensiva nemica, che sarà respinta. Per questo suo atto ottenne la promozione a tenente per meriti di guerra e la medaglia di bronzo al valore.
In quello stesso mese il capo del suo battaglione, il tenente colonnello Nicola Pasquale, gli tolse il comando della 3ª compagnia, che aveva comandato per 6 mesi, per nominarlo Aiutante Maggiore dello stato maggiore del 1º battaglione, così che Telesca potesse esplicare al meglio le sue idee belliche e strategiche senza mettere nuovamente a rischio la sua vita.
Il 29 giugno il suo battaglione fu attaccato dagli austriaci con l'uso dei gas asfissianti che causarono ingenti perdite tra i soldati italiani. Il tenente Telesca, con i soldati rimasti, contrattaccò il nemico e lo respinse facendo molti prigionieri, ottenendo anche gli elogi del Re.
Il 4 agosto 1916 ebbe inizio la battaglia di Gorizia e Telesca fu uno degli ufficiali impegnati nell'attacco della forte posizione nemica situata sulla cima 4 del Monte San Michele. Il 6 agosto prese parte all'assalto per la conquista del monte, dove si distinse nuovamente per il suo coraggio, esponendosi numerose volte al fuoco avversario per guidare personalmente i vari reparti del suo battaglione in battaglia.
Colpito da una scheggia di una granata austriaca di grosso calibro, rimase ucciso sul colpo. Per il coraggio e lo sprezzo del pericolo dimostrato in combattimento fu decorato con la Medaglia d'argento al valor militare. Era prossimo alla promozione a capitano per meriti di guerra, il colonnello del suo reggimento lo propose per ricevere la medaglia d'oro.
Morì a 22 anni celibe e senza figli.